# Histura boliviana
Histura boliviana es una especie de polilla de la familia Tortricidae. Se encuentra en Bolivia y en Ecuador.